# William Kemp

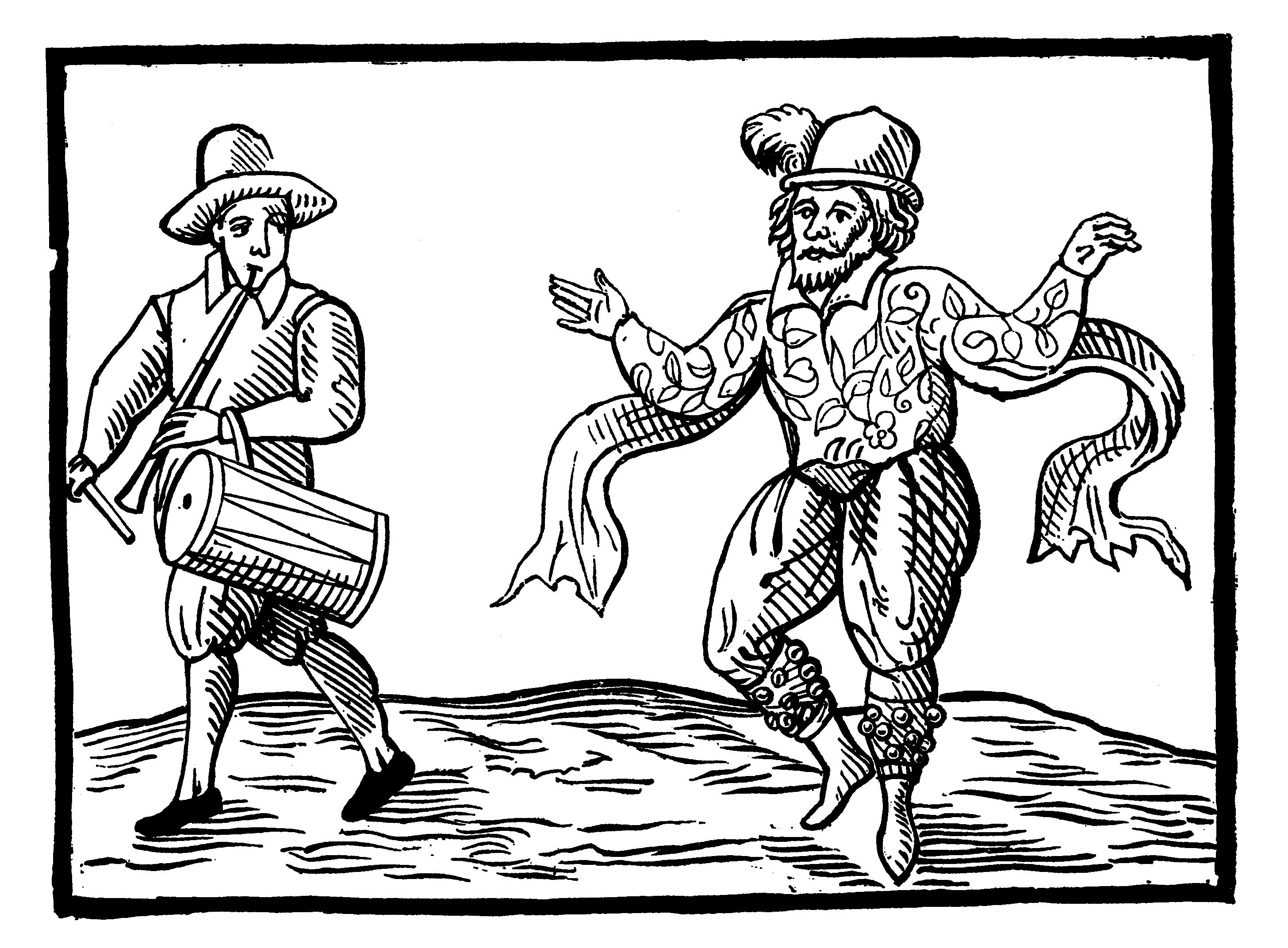
William Kemp (rechts) tijdens zijn Nine Days Wonder

William Kemp, ook wel Kempe (? - ca. 1603) was een Engels acteur en danser. Hij speelde voornamelijk komische rollen, onder andere in stukken van William Shakespeare.
Over Kemps jeugd is niets bekend. Zijn naam duikt voor het eerst op als hij als acteur deel uitmaakt van het gezelschap van de graaf van Leicester. Ook is bekend dat hij in 1592 deel uitmaakte van het gezelschap Lord Strange's Men.
Hij had al een zekere bekendheid verworven als komisch acteur en danser van de jig, toen hij zich in 1594, samen met Richard Burbage en William Shakespeare, aansloot bij het gezelschap de Lord Chamberlain's Men, dat vooral befaamd werd door de stukken van Shakespeare, die er zelf ook als acteur in optrad. Kemp speelde onder meer in Romeo and Juliet, de rol van Dogberry in Much Ado About Nothing, Nick Bottom in A Midsummer Night's Dream en waarschijnlijk ook de rol van Falstaff in Henry IV.
Hij was een van de eerste aandeelhouders in de plannen voor de bouw van het Londense Globe Theatre. In 1599 of 1600 echter verliet hij het gezelschap en verkocht hij zijn aandelen, waarna hij een solocarrière begon. In 1601 leende hij geld van Philip Henslowe, zoals blijkt uit diens Diary, en trad hij op bij het gezelschap Worcester's Men.
Kemp is vooral bekend geworden door zijn negen dagen durende dans tussen Londen en Norwich, over een afstand van ruim 150 kilometer. Dit optreden werd overigens onderbroken door veel rustperioden en strekte zich uit over ongeveer een maand, maar het trok zeer veel belangstelling. Hij schreef in 1600 zelf een verslag van deze gebeurtenis onder de titel Kemps Nine Daies Wonder, Performed in a Daunce from London to Norwich.